# François de Witt
 (février 2019).
Pour les articles homonymes, voir de Witt.
François de Witt, né le 27 août 1944 à Abbots Ripton en Angleterre et décédé le 11 décembre 2016 à Paris, est un journaliste économique français.

## Biographie
François de Witt naît en Angleterre et grandit aux États-Unis.
Arrivé en France, il est scolarisé à l’École des Roches (1955-1961) puis à l'école Sainte-Geneviève (dite « Ginette »).
Il étudie enfin à l'École polytechnique (promotion 1964) et sort diplômé de l'Institut d'études politiques de Paris (« Sciences Po », promotion 1968).

### Homme de presse
François de Witt commence sa carrière en 1969 comme journaliste économique à L'Expansion où il restera vingt ans et y fréquentera de nombreux chefs d’entreprise. Sous la houlette de Jean Boissonnat, il fera ses classes puis animera et dirigera les Forums de L’Expansion. 
En 1987, il devient directeur de la rédaction de La Vie française de 1987 à 1993, puis Claude Perdriel lui confie la direction de la rédaction de Challenges de 1993 à 1995. Spécialisé dans l'économie, il est nommé rédacteur en chef de Mieux vivre votre argent, de 1996 à 2003. À partir de 2007, il préside l'association Finansol jusqu'en 2013.

### Homme de radio, puis entrepreneur solidaire
Il assure en outre régulièrement des chroniques économiques à la radio : Europe 1 de 1980 à 1985, Radio Monte-Carlo de 1985 à 1988, Radio Classique de 1988 à 1990, puis enfin France Info où il restera près de vingt ans (de 1990 à 2009).
En 2007, retiré de la presse écrite, il accepte la présidence de Finansol (Finance solidaire) à laquelle il va consacrer six années de sa vie et dont il était toujours, à son décès, président d’honneur.
En 2004, il publie son premier essai : Appauvrissez-vous ! et son dernier ouvrage, La preuve par l’âme, sort en 2015.
Il meurt d'un infarctus le 11 décembre 2016 à Paris, à l'âge de 72 ans[réf. nécessaire].

## Œuvres
- François de Witt & Philippe Sassier, Les Français à la corbeille, Robert Laffont, 1er octobre 1985, 268 p. (ISBN 978-2-221-04729-3)
- François de Witt, Appauvrissez-vous !, Éditions François Bourin, 14 octobre 2004, 191 p. (ISBN 978-2-84941-015-8)
- François de Witt & Nathalie Cot, Argentissime, Le guide complet de vos placements, L'Express, 23 février 2006, 365 p. (ISBN 978-2-84343-272-9)
- François de Witt & Nathalie Cot, Optimisez vos placements : Le mode d'emploi pour faire de bons choix, Paris, L'Express, 26 mars 2009, 317 p. (ISBN 978-2-84343-607-9)
- François de Witt & Emmanuel Lechypre & Frank Dedieu, 150 Idées reçues sur l'économie, Paris, Express Roularta, octobre 2010, 250 p. (ISBN 978-2-84343-877-6)
- François de Witt & Gyuri Nemes, Placez gagnant : nos bons plans quand les taux d'intérêt sont au plancher et la fiscalité au plafond, Issy-les-Moulineaux, Éditions Gualino, 5 mai 2015, 148 p. (ISBN 978-2-297-00600-2)
- François de Witt, La Preuve par l'Âme : Un polytechnicien démontre notre immortalité, Paris, Éditions Trédaniel, 20 mars 2015, 296 p. (ISBN 978-2-8132-0798-2)